# Ciclismo en los Juegos Suramericanos de 2014 – Cross-country masculino
La prueba de Campo a través Masculino de ciclismo de montaña en Santiago 2014 se llevó a cabo el 15 de marzo de 2014 en el Circuito de Mountain Bike Santiago 2014. Participaron en la prueba 10 ciclistas.

## Resultados
| Rank              | Nacionalidad | Ciclista              | Tiempo Total | Diferencia |
| ----------------- | ------------ | --------------------- | ------------ | ---------- |
| Medalla de oro    | Brasil       | Henríque da Silva     | 01:24:37     |            |
| Medalla de plata  | Brasil       | Rubens Donizete       | 01:24:51     | +0:00:14   |
| Medalla de bronce | Argentina    | Catriel Soto          | 01:25:13     | +0:00:36   |
| 4                 | Colombia     | Jhonnatan Botero      | 01:26:15     | +0:01:38   |
| 5                 | Colombia     | Fabio Castañeda       | 01:27:24     | +0:02:47   |
| 6                 | Chile        | Javier Püschel        | 01:30:36     | +0:05:59   |
| 7                 | Chile        | Patricio Farías       | 01:32:47     | +0:08:10   |
| 8                 | Ecuador      | José Alberto González | 01:33:50     | +0:09:13   |
| 9                 | Uruguay      | Kian Santana          | 01:36:11     | +0:11:34   |
| 10                | Venezuela    | Joseph Díaz           | NT           |            |

NT: No termina